# My Brother Talks to Horses

My Brother Talks to Horses est un film américain réalisé par Fred Zinnemann et sorti en 1947.

## Synopsis
Un petit garçon de neuf ans a un secret pour trouver les chevaux gagnants lors de courses hippiques.

## Fiche technique
- Réalisation : Fred Zinnemann
- Scénario : d'après le roman de  Morton Thompson
- Production : Metro-Goldwyn-Mayer
- Musique : Rudolph G. Kopp
- Image : Harold Rosson
- Montage : George White
- Durée : 92 minutes
- Date de sortie : 4 février 1947

## Distribution
- Jackie "Butch" Jenkins : Lewie Penrose
- Peter Lawford : John S. Penrose
- Beverly Tyler : Martha Sterling
- Edward Arnold : Mr. Bledsoe
- Charles Ruggles : Richard Pennington Roeder
- Spring Byington : Mrs. 'Ma' Penrose
- O. Z. Whitehead : Mr. Puddy
- Paul Langton : Mr. Gillespie
- Ernest Whitman : Mr. Mordecai
- Irving Bacon : Mr. Piper
- Lillian Yarbo : Psyche
- Howard Freeman : Hector Damson
- Harry Hayden : Mr. Gibley